# 刘珙 (国家外文局)
刘珙（1921年—1994年7月15日），原名李惕生，江苏省丰县师寨镇刘小营村人。国家外文局《中国建设》杂志社总编辑。

## 生平
1953年由外交部新闻司派驻瑞士日内瓦。
1979年5月国家外文局决定《中国建设》杂志社重建编委会，成员有爱泼斯坦、李伯悌（顾问）、刘珙（临时召集人）、吴佟、林德彬、沈苏儒、张彦。随后编委会制定了改革方案，并向中宣部作了汇报。1981年4月4日至10日，爱泼斯坦、刘珙、曾淑芝3人专访邓颖超，后在第8-10期发表《坚定的信心、不懈的奋斗——访邓颖超同志》。1982年5月4日文化部任命爱泼斯坦为总编辑，刘珙为第一副总编辑，张彦、吴佟、沈苏儒为副总编辑。

## 家人
- 母亲刘静君（1890-1971）：南京女子师范毕业。任教沛县女子学校。1920年入北京大学为旁听生（当时北大不招正式女生）。李大钊的女弟子[4]。后任香山慈幼院女子师范部国文教员。李大钊逝世后，积极帮助遗属。为香山慈幼院党支部成员。其家为革命互济会的秘密机关。1927年冬把家乡失学的大弟弟的儿子刘导生接到北京香山家中帮助其在北平考学后参加革命[5]。1933年参与组织李大钊公开出殡，帮助安排其李光华、李欣华入读香山慈幼院，李炎华入读免费的通州女师[6]。1936年参加刘清扬任秘书长的华北各界救国会。1939年春与八路军冀热察挺进军宣传部长杨春圃接上了组织关系。1940年紧急转移到平西抗日根据地，改名刘仁，任晋察冀边区参议会特邀参议员。1944年赴延安，受到毛泽东的接见。1949年后恢复原名刘静君，被聘为北京文史馆馆员。
- 父亲李亚先，自学成才，从事报业，后任河南项城县长。抗战时被害。
- 大妹安若：（1922年-），一二九学生运动后入党。建国后任新华社记者、新华社大连分社社长、人民出版社《学习》杂志社创办人、中宣部宣传局副局长。1987年离休。[7]
  - 丈夫汪士汉
  - 儿子汪丁丁
- 二妹李慎

- 夫人羅理